# Aage Emil Daugaard
Aage Emil Daugaard (11. maj 1911 i Jordrup – 29. marts 1945 i Ryvangen, København) var en dansk politibetjent og modstandsmand, der blev henrettet ved skydning.
Aage Emil var søn af slagter Sofus Daugaard(1881-1959) og Dorthea(1890-1934). Aage Emil blev ansat ved politiet i Slagelse den 18. januar 1943. Ved tyskernes arrestation af det danske politi den 19. september 1944 gik han under jorden, herefter kom han ind i modstandsbevægelsen, hvor han i Slagelse blev medlem af en sabotagegruppe.
Aage Emil blev den 16. februar 1945 arresteret af Gestapo udenfor Slagelse på Sæbygård, en måned senere den 29. marts bliver han ført til Ryvangen og henrettet ved Skydning.
Aage Emil blev begravet på Egtved Kirkegård, hvor beboer i sognet opsatte en mindesten for ham som gravsten.